# 未来の魔法のランプ
『未来の魔法のランプ』（みらいのまほうのランプ／Magic Lamp of THE FUTURE／Future Magic Lamp）は、2010年4月12日に説話社から出版されたファンタジー短編小説。

## 概要
著者は池田隆則と藤岡敬三。著者の想定において、映像化されることも考慮して“シナリオ風”に書き上げられている。
物語は、困難で重い内容を簡単で軽く解りやすい展開にしてあることが特徴。出版社の分類はエッセイである。
第17回「東京国際ブックフェア」（2010年7月8日～7月10日開催）では、本書の表紙カバーと帯に特殊加工（UVの厚盛印刷）を施しているため、印刷会社のブースにて出展された。
本書に登場するランプの精霊イフリータは実在する外国の女性がモデルで、現在は地中海を巡る豪華客船の客室乗務員をしている。編集担当は、高木利幸。デザイン・イラストは、市川さとみ。

## 出版化までの推移
本書の中で、次のように表現している。
「忘れるんじゃなくて、不安など最初から意識に入れなければいいの。あなたは今を人生の逆境と思っているようだけれど、それは違うわ。本当は、生き方を一新するチャンスなの。これは、無限大の大きなチャンスよ。仮に、良い未来を願ったにもかかわらず、今よりももっと最悪の状態になったとしても恐れないで。なぜなら、その状況の中に、今まで体験したことのない幸せをつかめるきっかけがみつかるかもしれないの。だから、意識を恐れからそらせて、希望に向けるのよ。そうすればエネルギーは上へ上へと昇っていくわ」
当初のタイトル案は『未来の幸せ』。本書の挿入イメージ画をつくるために、水族館の許可を取って巨大な水槽を撮影しているときに、子供たちが近寄ってきて、撮影中のオイルランプをわしづかみにして、「どうしてここに魔法のランプがあるの?」と押し寄せた。多くの子供たちが同じことを言ったため、『未来の魔法のランプ』になったという。

## 本書のスピリット
「因果律」に対して、「共時性＝シンクロニシティ（Synchronicity）」は、「人生の指針」を大なり小なりとも発見する手がかりとなることがある。
「共時性」の種類はさまざまだが、心のなかで思ったことが現実となって現れる事象で、内在する「思い」と外在する「現実」の偶然的連鎖であり、それは「人」、「物」、「事」などを、まるで魔法のように呼び寄せることがある。

「因果律」は、言葉の通り「原因があって結果がある」という道理に適う事象の語彙である。一方、「共時性」は、「思い」と「現実」が連鎖する「偶然の出来事」としての事象なので、「それがどのようにして起こるのか？」を道理的に説明できない語彙だ。
「共時性」という事象そのものは遥か昔からあった。遥か昔に対して遥か未来の20世紀に語彙がつくられたに過ぎない。その遥か昔においては「因果律」に対し「共時性」という定義の言葉をつくる必要はなかったものと思われる。人々は自然界のなかに溶け込んで暮らしていたわけだから、道理的であるとかないとか、科学的であるとかないとか、問う必要はなかったわけで、或るときは「導き」、或るときは「恵み」、或るときは「啓示」として受け入れていたものと思われる。むしろ、「導き」、「恵み」、「啓示」の原因がどこにあるかを問うことこそ、当時なら自然の摂理に逆らうものであろう。よって、道理や科学が重視される現代において「共時性」の語彙が提唱させたことは意義深い。
今や、時代は複雑な社会に推移して、人々は幾つもの問題に直面する。人間関係のこと、仕事のこと、経済的なこと、問題は種々雑多である。多くの自己啓発書や精神世界の本のなかで「共時性」が語られている。何かに躓いて悩んでいたり、辛くて苦しい状況にいたり、そこから自分自身の力で抜け出す方法として、「共時性」を察知し、解釈し、活用することは望ましい。
最も注意しなければならないことは、「共時性」は、“主観”であるということ。事象を体験した当人こそが主観によってこそ意味を掴める。それは本能としての「直感」で解る場合もあるし、ワクワクと喜びに充ち溢れた本能としての「感情」がともなって解る場合もある。当然、主観なのだから、第三者からみればその意味が理解できない。当人が「共時性」を察知し、解釈し、土壇場での救いを感じて、独自の道を歩もうとすれば、第三者からは批判や誹謗のマトとなるかもしれない。究極のどん底にいるときほど、人に相談すれば「あなたのためだから！」と、指図めいたことを聞くことになる場合がある。「因果律」と「共時性」との区別のないプラス思考の本を例に挙げて「全ての結果はあなたの心、全ての原因はあなたの心、よって全ての責任はあなたの心」と余計に追い込まれる場合さえある。「共時性」の意味どころか、当人の状況や気持ちを知らないから平気で言えるわけである。
悩みや辛さや苦しみは「結果」に対しての心境ではなく、「過程」においての心境の場合が多い。状況を変えたいと思っている限り、それは過程ともいえる。一時的な過程と思えば、未来を切り開くチャンスがある。「おわり」と思っていたら、その頁の次にも沢山の頁が溢れていることになる。
「共時性」は、事象を体験する当人においては、連鎖する偶然を視野の広い主観で捉えることができる。それは「意味のある偶然の出来事」となって、もはや「必然的な出来事」とも意味づけができる。目の前の「共時性」の意味をしっかりと掴んで、歩む方向性や道なりを見極めることができれば、内在する思いと外在する現実の偶然的連鎖から見出した「ほんとうの道標」として活用できる。
心から相手の立場を考えてのセルフヘルプの書が切望される。悩んでいるとき辛いとき苦しいとき切羽詰まったとき、本を読む心の余裕はない。どれよりも気軽で解りやすく、そのうえで内容は濃く深く、そして楽しくなるものでなければならない。本書は、そのような理念から崖っぷちに立ったときに読める本としても誕生している。

## 主な書評掲載メディア
雑誌
- The 21（PHP研究所）2010年4月号
- ミスティ（実業之日本社）2010年6月号
- ダ・ヴィンチ（メディアファクトリー）2010年6月号、7月号

新聞
- 神戸新聞（神戸新聞社）2010年5月23日

（抜粋）
「オレンジ・白・ピンクに3分割された表紙もモダンな本書。最近、書店のスピリチュアル系コーナーによく積まれているが、内容は占いやカウンセリングではなく、ロマンチックなショートストーリーだ。20分もあれば読めてしまうほどの手軽さだが、心を明るくしてくれる秘密が確かに詰まっている。」
「ちょっぴり心が晴れないに日には、この本の軽さ、おしゃれさが、ちょうどいいのかもしれない。」
Web
- My Birthday Happy Web
- ながしょブログ（長崎書店）
- 本が好き!

## 書籍
- 池田隆則、藤岡敬三『未来の魔法のランプ』説話社、2010年4月5日。ISBN 978-4916217813。